# Gemaal Oostermoer

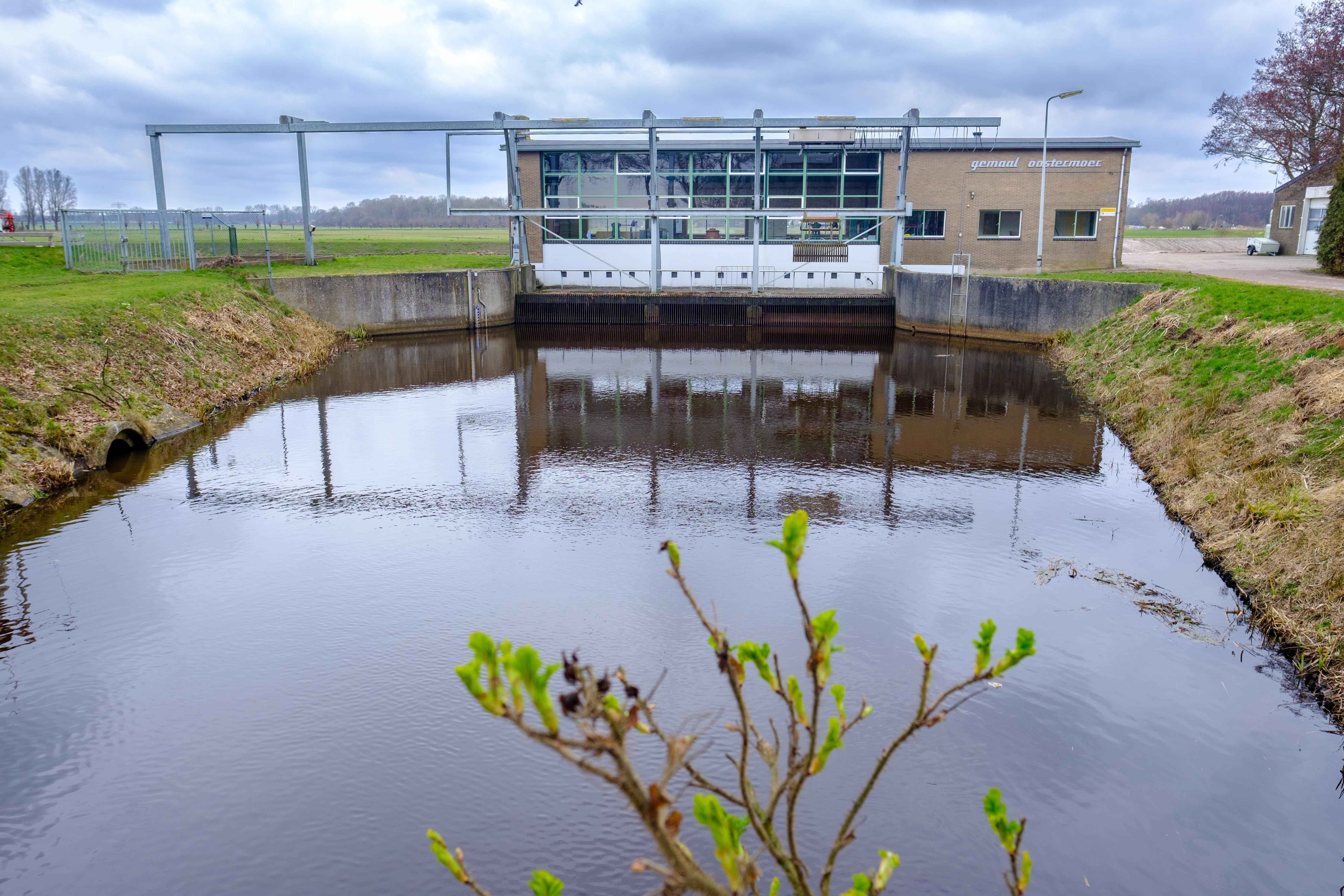
Gemaal Oostermoer

Gemaal Oostermoer is een poldergemaal in de Leiding 2, bij de uitmonding in het Havenkanaal in de gemeente Tynaarlo in de Nederlandse provincie Drenthe. Het ligt aan de Hunzeweg 4 in De Groeve en bemaalt de polder Gebied 2. Het is aangewezen als provinciaal monument.
Het gemaal werd gebouwd in 1955 in opdracht van het waterschap De Oostermoerse Vaart. Het bestaat uit een machinekamer, dienstruimten en een transformatorruimte. Het gemaal had oorspronkelijk drie met diesel aangedreven verticale schroefpompen. In 1994 werd een pomp vervangen door een elektrisch aangedreven pomp. Ten noordoosten van het gemaal staat de voormalige dienstwoning en bijbehorende bedrijfsloods, die niet onder de bescherming vallen.
Direct ten zuidwesten van het gemaal staat poldermolen De Boezemvriend.

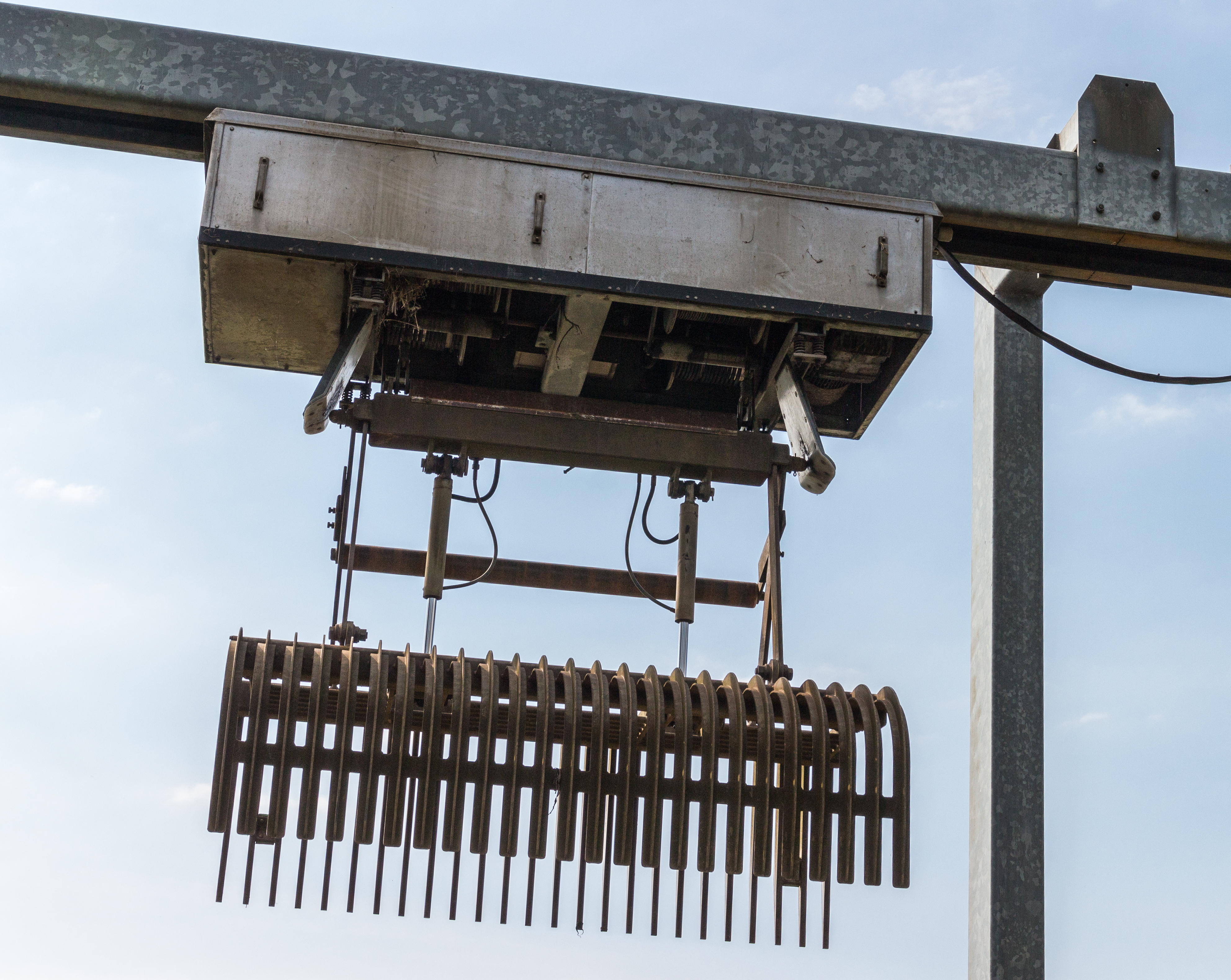
Grijparm